# Байнам, Уилл
Уилл Байнам (англ. Will Bynum; родился 4 января 1983 года в Чикаго, штат Иллинойс) — американский профессиональный баскетболист, игравший на позиции разыгрывающего защитника.

## Биография
Учился в Аризонском университете, после второго курса перевёлся в Технологический институт Джорджии. Выставлял свою кандидатуру на драфт НБА 2005 года, но не был выбран. Как свободный агент подписал контракт с «Бостон Селтикс» в межсезонье 2005 года, участвовал в предсезонных матчах, но до начала регулярного сезона был отчислен из команды. Первую половину сезона 2005/2006 провёл в клубе Лиги развития «Роанок Даззл», был признан лучшим новичком сезона. В конце сезона сыграл 15 игр в НБА за «Голден Стэйт Уорриорз».
В 2006 году Байнам перешёл в израильский клуб «Маккаби» Тель-Авив, за который выступал на протяжении двух сезонов. В 2007 году стал чемпионом Израиля.
В 2008 году вернулся в НБА, став игроком «Детройт Пистонс». 5 апреля 2009 года Байнам установил рекорд франшизы, набрав 26 очков в заключительной четверти матча против «Шарлотт Бобкэтс», что позволило Детройту одержать победу со счетом 104:97. Всего на свой счет в тот вечер Байнам записал 32 очка.
12 марта 2010 года Байнам смог сделать рекордные для себя 20 передач в игре против «Вашингтон Уизардс», которые помогли Детройту выиграть 101:87. Это стало первым случаем в новом веке, когда игрок «Пистонс» набирал 20 или более передач за матч. Последний раз такое удавалось Айзее Томасу против того же Вашингтона 12 апреля 1985 года.
30 июля 2010 года Байнам подписал новый контракт новый контракт с Детройтом на три года.
16 июля 2013 года Байнам подписал ещё один контракт с Детройтом. В этот раз уже на два года стоимостью 5,75  миллиона долларов.
17 октября 2014 года Байнама обменяли в «Бостон Селтикс» в обмен на Джоела Энтони. Спустя десять дней Байнам был отчислен «Селтикс».
5 декабря 2014 года Байнам подписал контракт с клубом Китайской баскетбольной ассоциации «Гуандун Саузерн Тайгерс». Проведя за клуб 30 матчей, Байнам набирал 22,3 очка, 7,1 передачи, 3,6 подбора и 1,5 перехвата за 31,1 минуты в среднем за игру.
27 марта 2015 года Байнам подписал десятидневный контракт с «Вашингтон Уизардс». 6 апреля он подписал контракт с «Уизардс» до конца сезона.
В августе 2015 года Байнам вернулся в Китай и подписал второй контракт с «Гуандун Саузерн Тайгерс». За 29 игр он набирал 17,8 очка, 6,5 передачи, 4,3 подбора и 2,3 перехвата за 34,4 минуты.
20 сентября 2016 года Байнам подписал контракт с «Атлантой Хокс». Однако, 21 октября он был отчислен после того, как провел за клуб 7 матчей. 23 декабря Байнама захотели приобрести «Винди-Сити Буллз». Уже спустя неделю, 31 декабря 2016 года состоялся дебют Уилла Байнама за новый клуб. За 36 минут, проведенных на площадке Байнам смог набрать 20 очков, 10 передач, 2 подбора и 2 перехвата. Матч закончился со счетом 117:106 в пользу «Мэн Ред Клоз».
23 августа 2017 года Байнам был выбран «Эри Бэйкхокс» на драфте расширения Джи-Лиги НБА.
20 января 2018 года Байнам подписал контракт с турецким клубом «Ешильгиресун».

## Проблемы с законом
Байнам и ещё 17 бывших игроков НБА (Терренс Уильямс — организатор схемы, Тони Аллен, Антуан Райт, Алан Андерсон, Шэннон Браун, Глен Дэвис, Крис Дуглас-Робертс, Мелвин Эли, Дариус Майлз, Джамарио Мун, Милт Паласио, Рубен Паттерсон, Эдди Робинсон, Грег Смит, Себастьян Телфэйр, Си Джей Уотсон и Тони Ротен) были обвинены в преступной схеме, которая сводилась к тому, что бывшие баскетболисты получали компенсацию от программы медицинского страхования игроков НБА за медицинские процедуры, которые им на самом деле не проводили.
В апреле 2024 года Байнам был приговорен к 18 месяцам тюремного заключения.

## Статистика

### Статистика в НБА
| Сезон                                                                                    | Команда      | Регулярный сезон | Регулярный сезон | Регулярный сезон | Регулярный сезон | Регулярный сезон | Регулярный сезон | Регулярный сезон | Регулярный сезон | Регулярный сезон | Регулярный сезон | Регулярный сезон | Серия плей-офф | Серия плей-офф | Серия плей-офф | Серия плей-офф | Серия плей-офф | Серия плей-офф | Серия плей-офф | Серия плей-офф | Серия плей-офф | Серия плей-офф | Серия плей-офф |
| Сезон                                                                                    | Команда      | GP               | GS               | MPG              | FG%              | 3P%              | FT%              | RPG              | APG              | SPG              | BPG              | PPG              | GP             | GS             | MPG            | FG%            | 3P%            | FT%            | RPG            | APG            | SPG            | BPG            | PPG            |
| ---------------------------------------------------------------------------------------- | ------------ | ---------------- | ---------------- | ---------------- | ---------------- | ---------------- | ---------------- | ---------------- | ---------------- | ---------------- | ---------------- | ---------------- | -------------- | -------------- | -------------- | -------------- | -------------- | -------------- | -------------- | -------------- | -------------- | -------------- | -------------- |
| 2005/06                                                                                  | Голден Стэйт | 15               | 0                | 10,8             | 40,4             | 22,2             | 62,5             | 0,8              | 1,3              | 0,5              | 0,0              | 3,6              | Не участвовал  | Не участвовал  | Не участвовал  | Не участвовал  | Не участвовал  | Не участвовал  | Не участвовал  | Не участвовал  | Не участвовал  | Не участвовал  | Не участвовал  |
| 2008/09                                                                                  | Детройт      | 57               | 1                | 14,1             | 45,6             | 15,8             | 79,8             | 1,3              | 2,8              | 0,6              | 0,0              | 7,2              | 4              | 0              | 19,6           | 46,2           | 25,0           | 100,0          | 1,5            | 2,5            | 1,3            | 0,0            | 11,8           |
| 2009/10                                                                                  | Детройт      | 63               | 20               | 26,5             | 44,4             | 21,8             | 79,8             | 2,3              | 4,5              | 0,9              | 0,1              | 10,0             | Не участвовал  | Не участвовал  | Не участвовал  | Не участвовал  | Не участвовал  | Не участвовал  | Не участвовал  | Не участвовал  | Не участвовал  | Не участвовал  | Не участвовал  |
| 2010/11                                                                                  | Детройт      | 61               | 5                | 18,4             | 44,8             | 32,0             | 83,6             | 1,2              | 3,2              | 0,9              | 0,1              | 7,9              | Не участвовал  | Не участвовал  | Не участвовал  | Не участвовал  | Не участвовал  | Не участвовал  | Не участвовал  | Не участвовал  | Не участвовал  | Не участвовал  | Не участвовал  |
| 2011/12                                                                                  | Детройт      | 36               | 0                | 14,3             | 38,1             | 24,1             | 76,6             | 1,6              | 1,8              | 0,6              | 0,1              | 5,7              | Не участвовал  | Не участвовал  | Не участвовал  | Не участвовал  | Не участвовал  | Не участвовал  | Не участвовал  | Не участвовал  | Не участвовал  | Не участвовал  | Не участвовал  |
| 2012/13                                                                                  | Детройт      | 65               | 0                | 18,8             | 46,9             | 31,6             | 80,9             | 1,5              | 3,6              | 0,7              | 0,1              | 9,8              | Не участвовал  | Не участвовал  | Не участвовал  | Не участвовал  | Не участвовал  | Не участвовал  | Не участвовал  | Не участвовал  | Не участвовал  | Не участвовал  | Не участвовал  |
| 2013/14                                                                                  | Детройт      | 56               | 3                | 18,8             | 42,8             | 32,3             | 80,2             | 1,8              | 3,9              | 0,7              | 0,1              | 8,7              | Не участвовал  | Не участвовал  | Не участвовал  | Не участвовал  | Не участвовал  | Не участвовал  | Не участвовал  | Не участвовал  | Не участвовал  | Не участвовал  | Не участвовал  |
| 2014/15                                                                                  | Вашингтон    | 7                | 0                | 9,5              | 32,3             | 0,0              | 50,0             | 0,9              | 2,6              | 0,1              | 0,1              | 3,1              | 3              | 0              | 10,5           | 50,0           | 50,0           | 80,0           | 1,0            | 1,0            | 0,7            | 0,3            | 6,3            |
|                                                                                          | Всего        | 360              | 29               | 18,4             | 44,2             | 27,2             | 79,9             | 1,6              | 3,3              | 0,7              | 0,1              | 8,1              | 7              | 0              | 15,7           | 47,2           | 33,3           | 93,3           | 1,3            | 1,9            | 1,0            | 0,1            | 9,4            |
| Наведите курсор мыши на аббревиатуры в заголовке таблицы, чтобы прочесть их расшифровку. |              |                  |                  |                  |                  |                  |                  |                  |                  |                  |                  |                  |                |                |                |                |                |                |                |                |                |                |                |

### Статистика в Джи-Лиге
| Сезон                                                                                    | Команда          | Регулярный сезон | Регулярный сезон | Регулярный сезон | Регулярный сезон | Регулярный сезон | Регулярный сезон | Регулярный сезон | Регулярный сезон | Регулярный сезон | Регулярный сезон | Регулярный сезон | Серия плей-офф | Серия плей-офф | Серия плей-офф | Серия плей-офф | Серия плей-офф | Серия плей-офф | Серия плей-офф | Серия плей-офф | Серия плей-офф | Серия плей-офф | Серия плей-офф |
| Сезон                                                                                    | Команда          | GP               | GS               | MPG              | FG%              | 3P%              | FT%              | RPG              | APG              | SPG              | BPG              | PPG              | GP             | GS             | MPG            | FG%            | 3P%            | FT%            | RPG            | APG            | SPG            | BPG            | PPG            |
| ---------------------------------------------------------------------------------------- | ---------------- | ---------------- | ---------------- | ---------------- | ---------------- | ---------------- | ---------------- | ---------------- | ---------------- | ---------------- | ---------------- | ---------------- | -------------- | -------------- | -------------- | -------------- | -------------- | -------------- | -------------- | -------------- | -------------- | -------------- | -------------- |
| 2016/17                                                                                  | Винди-Сити Буллз | 22               | 20               | 27,0             | 40,7             | 29,9             | 92,0             | 2,7              | 6,5              | 1,7              | 0,1              | 14,0             | Не участвовал  | Не участвовал  | Не участвовал  | Не участвовал  | Не участвовал  | Не участвовал  | Не участвовал  | Не участвовал  | Не участвовал  | Не участвовал  | Не участвовал  |
|                                                                                          | Всего            | 22               | 20               | 27,0             | 40,7             | 29,9             | 92,0             | 2,7              | 6,5              | 1,7              | 0,1              | 14,0             | Не участвовал  | Не участвовал  | Не участвовал  | Не участвовал  | Не участвовал  | Не участвовал  | Не участвовал  | Не участвовал  | Не участвовал  | Не участвовал  | Не участвовал  |
| Наведите курсор мыши на аббревиатуры в заголовке таблицы, чтобы прочесть их расшифровку. |                  |                  |                  |                  |                  |                  |                  |                  |                  |                  |                  |                  |                |                |                |                |                |                |                |                |                |                |                |

### Статистика в NCAA
| Сезон | Команда      | Conf         | Class        | GP  | GS | MPG  | FG%  | 3P%  | FT%  | RPG | APG | SPG | BPG | PPG  |
| --- | ------------ | ------------ | ------------ | --- | -- | ---- | ---- | ---- | ---- | --- | --- | --- | --- | ---- |
| 2001/02 | Аризона      | Pac-10       | FR           | 31  | 9  | 18,8 | 34,4 | 25,5 | 65,0 | 1,5 | 1,4 | 0,7 | 0,0 | 6,4  |
| 2002/03 | Аризона      | Pac-10       | SO           | 8   | 2  | 16,6 | 35,6 | 35,1 | 58,3 | 2,8 | 1,5 | 0,9 | 0,0 | 7,8  |
| 2003/04 | Джорджия Тек | ACC          | JR           | 30  | 1  | 20,5 | 41,3 | 35,1 | 76,7 | 2,2 | 2,5 | 0,9 | 0,0 | 9,6  |
| 2004/05 | Джорджия Тек | ACC          | SR           | 32  | 25 | 27,3 | 39,8 | 31,0 | 76,2 | 2,5 | 2,5 | 1,0 | 0,0 | 12,5 |
| Всего | Всего        | Всего        | Всего        | 101 | 37 | 21,8 | 38,5 | 31,0 | 73,9 | 2,1 | 2,1 | 0,9 | 0,0 | 9,4  |
| Аризона | Аризона      | Аризона      | Аризона      | 39  | 11 | 18,4 | 34,7 | 28,1 | 63,5 | 1,8 | 1,4 | 0,7 | 0,0 | 6,6  |
| Джорджия Тек | Джорджия Тек | Джорджия Тек | Джорджия Тек | 62  | 26 | 24,0 | 40,4 | 32,5 | 76,4 | 2,3 | 2,5 | 1,0 | 0,0 | 11,1 |
| Наведите курсор мыши на аббревиатуры в заголовке таблицы, чтобы прочесть их расшифровку Статистика приведена с сайта sports-reference.com |              |              |              |     |    |      |      |      |      |     |     |     |     |      |

### Статистика в других лигах
| Сезон | Команда                 | Лига             | GP  | GS | MPG  | FG%  | 3P%  | FT%  | RPG | APG | SPG | BPG | PFL | TOV | PPG  |
| --- | ----------------------- | ---------------- | --- | -- | ---- | ---- | ---- | ---- | --- | --- | --- | --- | --- | --- | ---- |
| 2006/07 | Маккаби (Тель-Авив)     | Евролига         | 21  | 20 | 26,8 | 41,5 | 29,2 | 83,8 | 2,5 | 2,6 | 1,3 | 0,1 | 2,8 | 3,0 | 11,0 |
| 2007/08 | Маккаби (Тель-Авив)     | Евролига         | 24  | 4  | 21,9 | 47,8 | 35,7 | 77,5 | 1,9 | 3,0 | 1,2 | 0,1 | 2,3 | 2,3 | 10,6 |
| 2014/15 | Гуандун Саузерн Тайгерс | КБА              | 30  | 25 | 32,1 | 48,4 | 36,3 | 85,4 | 3,6 | 7,1 | 1,5 | 0,3 | 2,8 | 3,2 | 22,3 |
| 2015/16 | Гуандун Саузерн Тайгерс | КБА              | 29  | 20 | 34,4 | 49,5 | 34,1 | 86,2 | 4,3 | 6,5 | 2,3 | 0,2 | 2,7 | 3,0 | 17,8 |
| 2017/18 | Ешильгиресун            | Чемпионат Турции | 3   | 2  | 27,9 | 26,7 | 12,5 | 73,3 | 2,0 | 3,0 | 0,3 | 0,0 | 3,7 | 3,0 | 9,3  |
| Всего | Всего                   | Всего            | 107 | 71 | 29,3 | 47,1 | 34,2 | 83,6 | 3,1 | 5,0 | 1,6 | 0,2 | 2,7 | 2,9 | 15,9 |
| В Евролиге | В Евролиге              | В Евролиге       | 45  | 24 | 24,2 | 44,6 | 32,6 | 80,6 | 2,2 | 2,8 | 1,2 | 0,1 | 2,6 | 2,6 | 10,8 |
| В КБА | В КБА                   | В КБА            | 59  | 45 | 33,2 | 48,9 | 35,4 | 85,8 | 3,9 | 6,8 | 1,9 | 0,3 | 2,7 | 3,1 | 20,1 |
| Наведите курсор мыши на аббревиатуры в заголовке таблицы, чтобы прочесть их расшифровку Статистика приведена с сайта basketball.realgm.com |                         |                  |     |    |      |      |      |      |     |     |     |     |     |     |      |